# Swiss Car Event
Swiss Car Event est un salon automobile annuel du Tuning / Préparateur automobile, fondé en 2006, au Palexpo de Genève en Suisse,.

## Historique
Ce salon automobile a lieu tous les ans durant un week end du début juillet, au parc des expositions Palexpo de Genève, là où a lieu le Salon international de l'automobile de Genève de mars. 

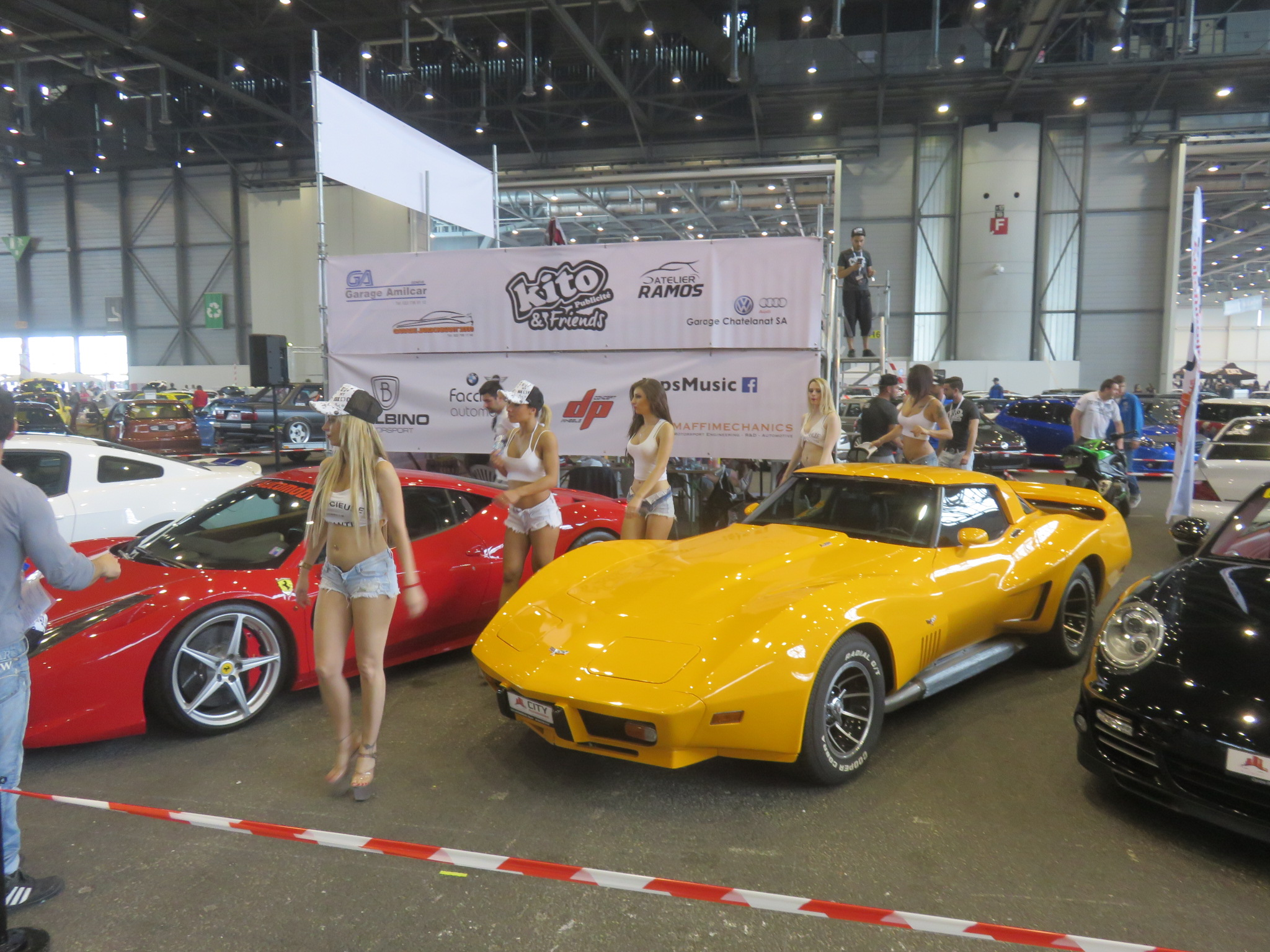
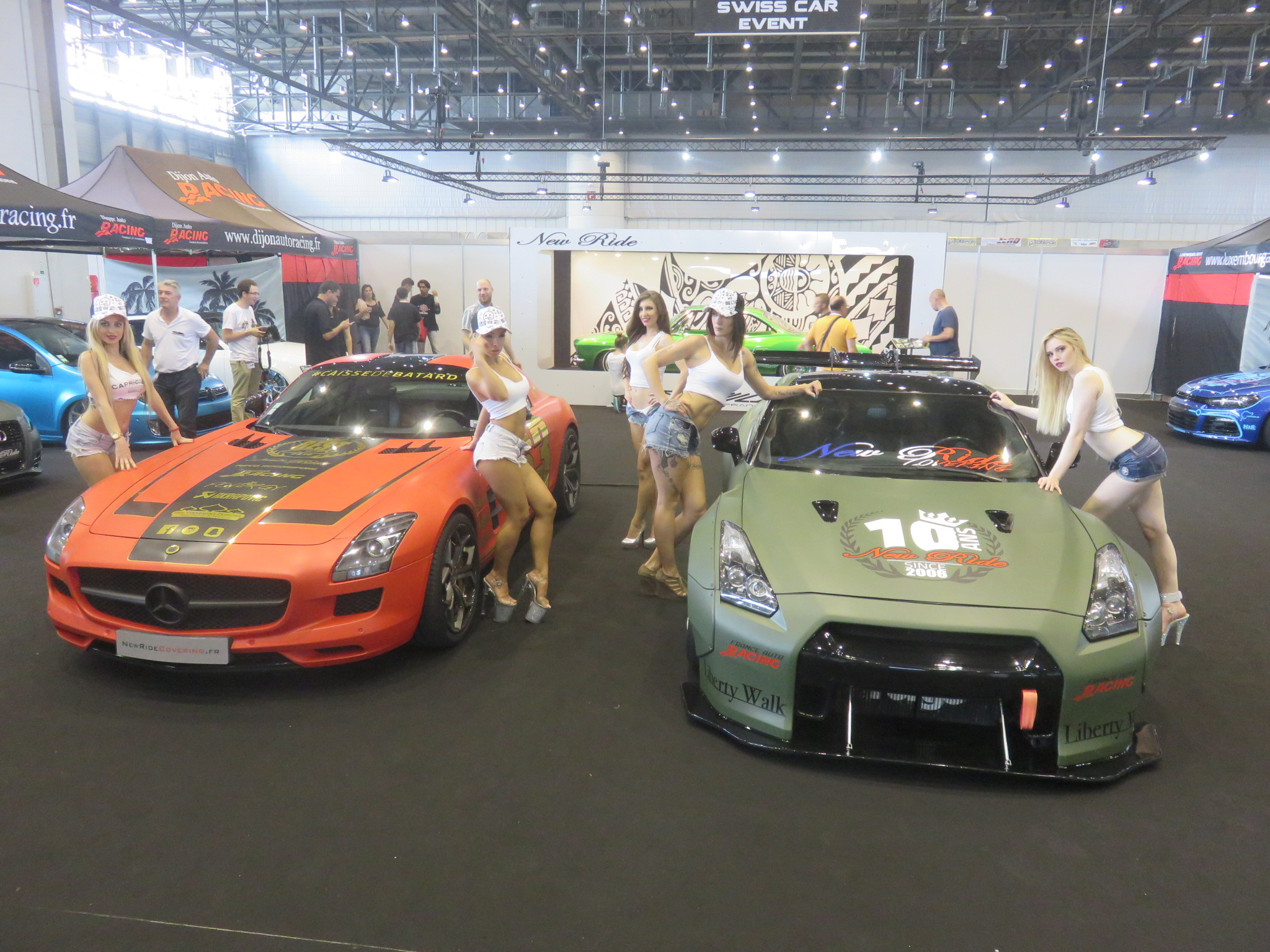
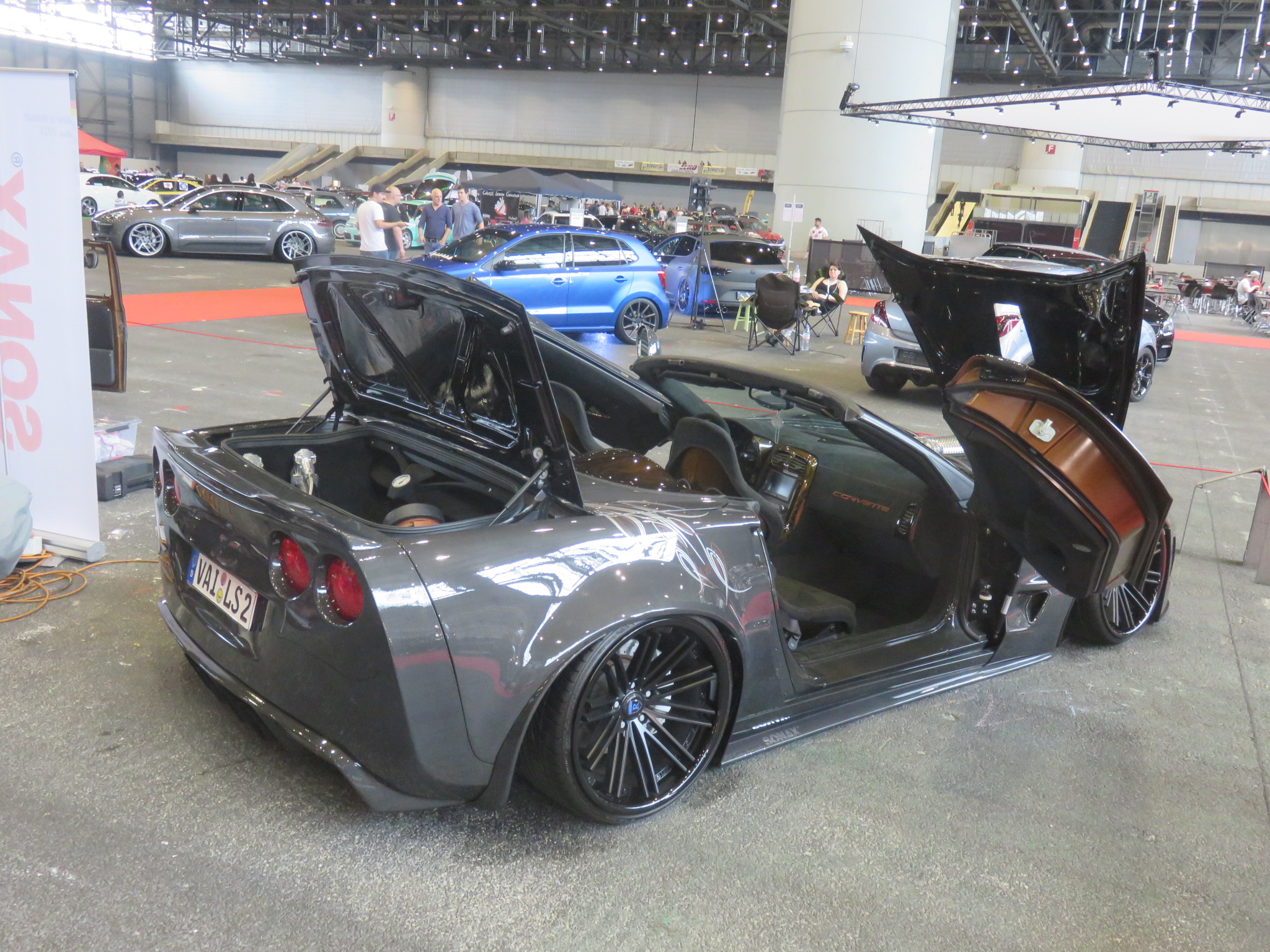
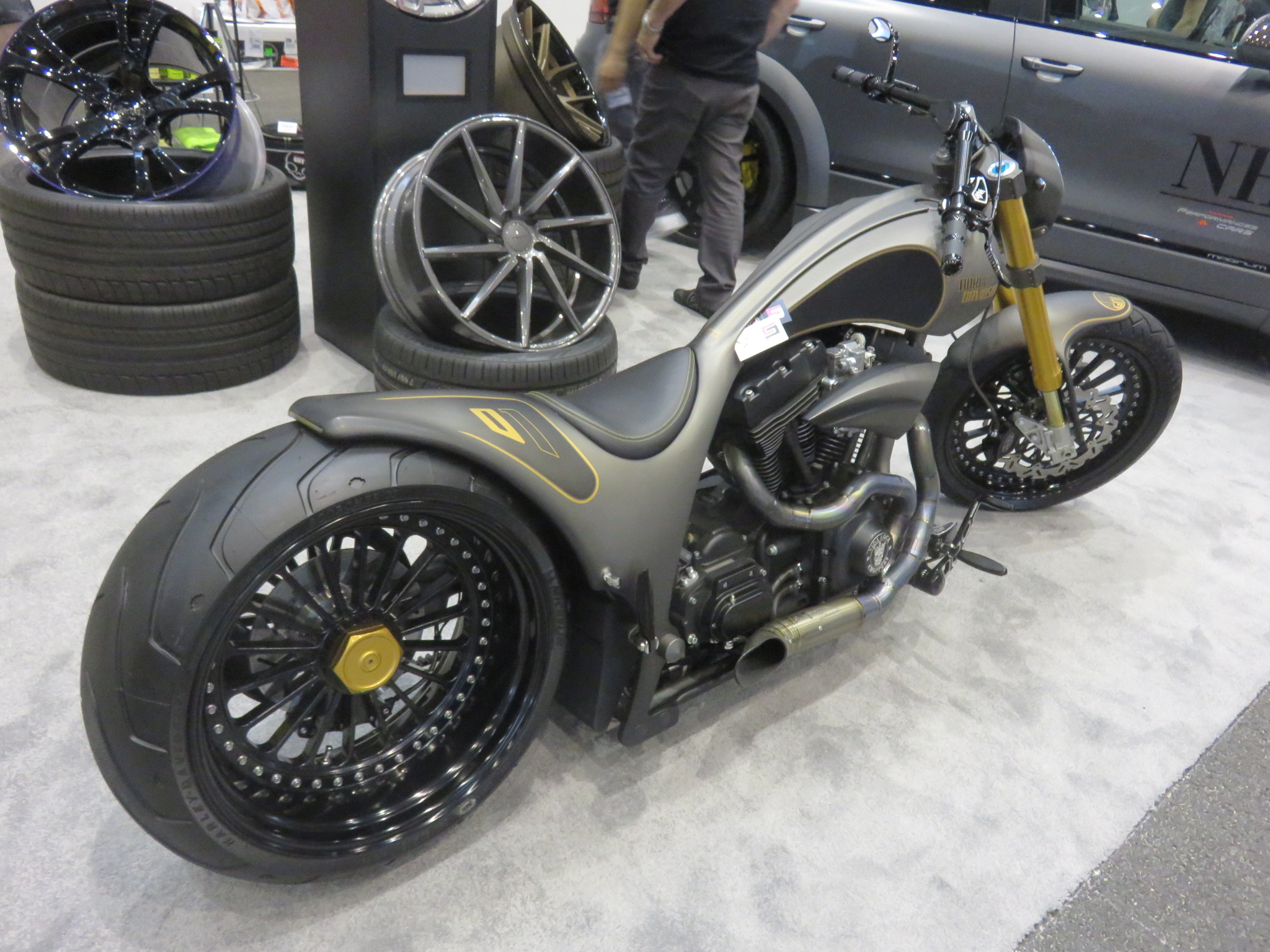

Le salon expose environ 1 500 voitures et motos sur 55 000 m2, avec environ 60 préparateurs automobile professionnels et clubs de tuning amateur, pour environ 12 000 visiteurs, avec de nombreux spectacles et animations de Drift, Freestyle motocross, Stunt, Quad, Mini moto, Skateboard, modélisme, concours de Tuning, animations de Pin-up...    

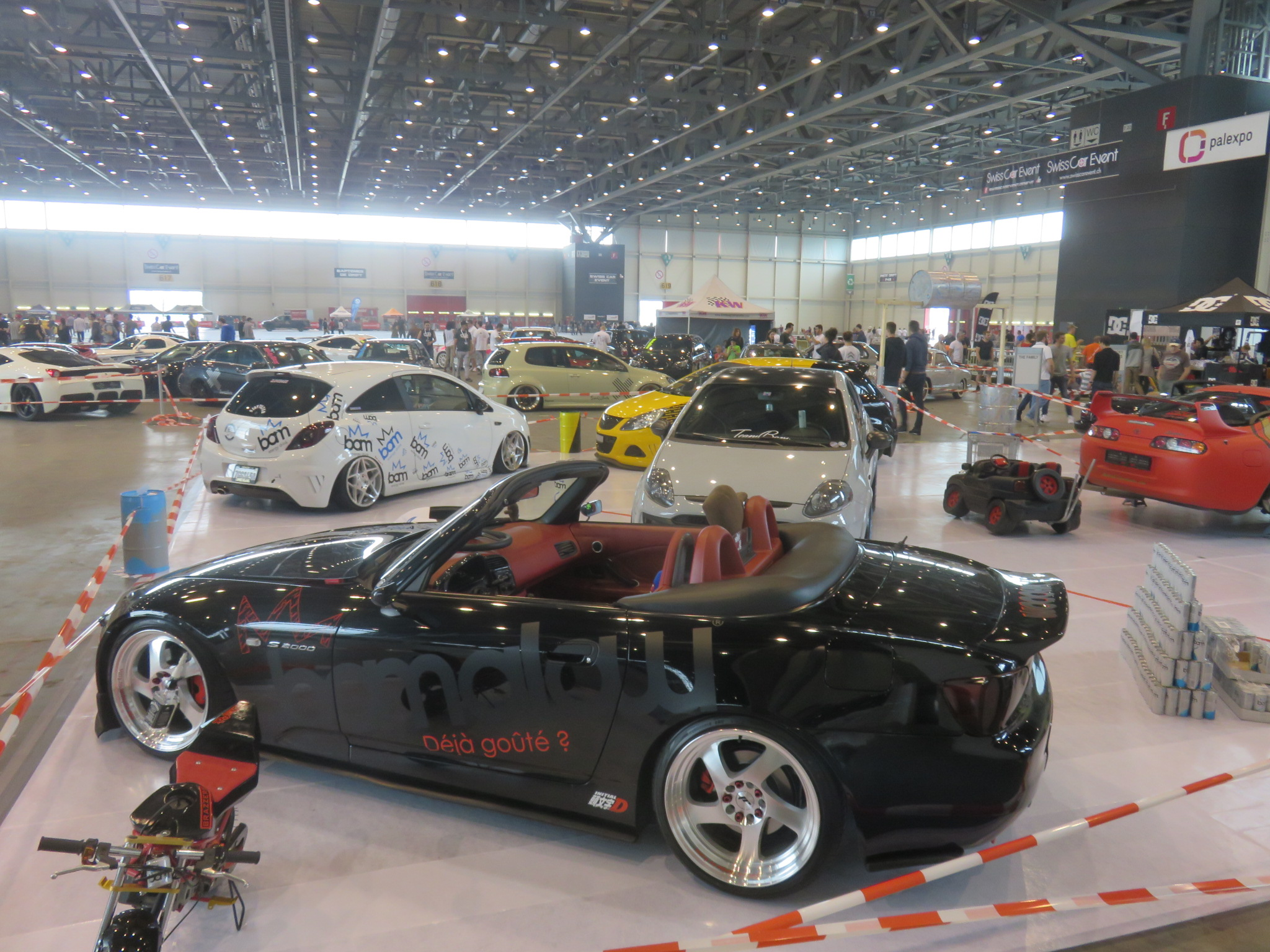
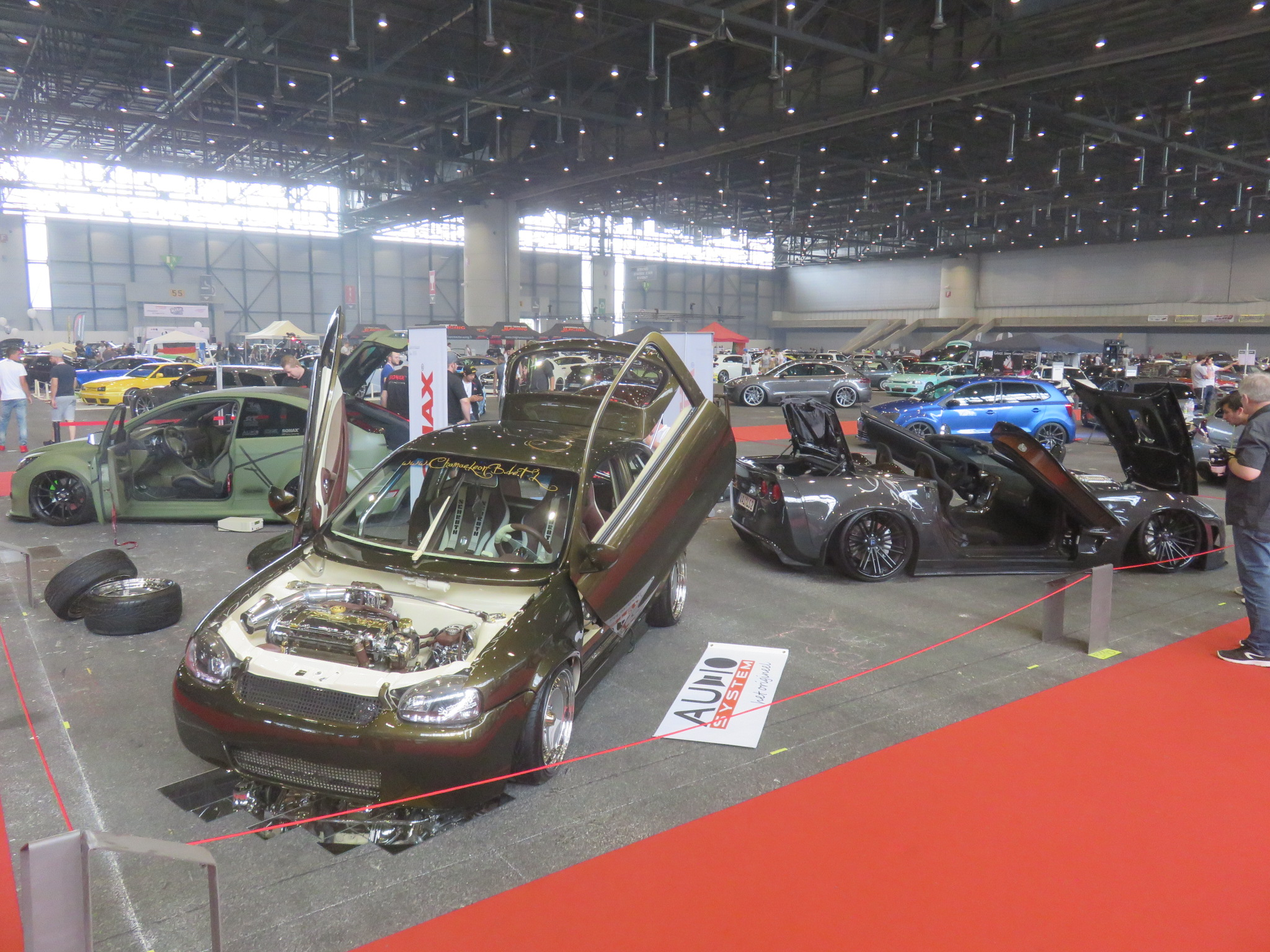
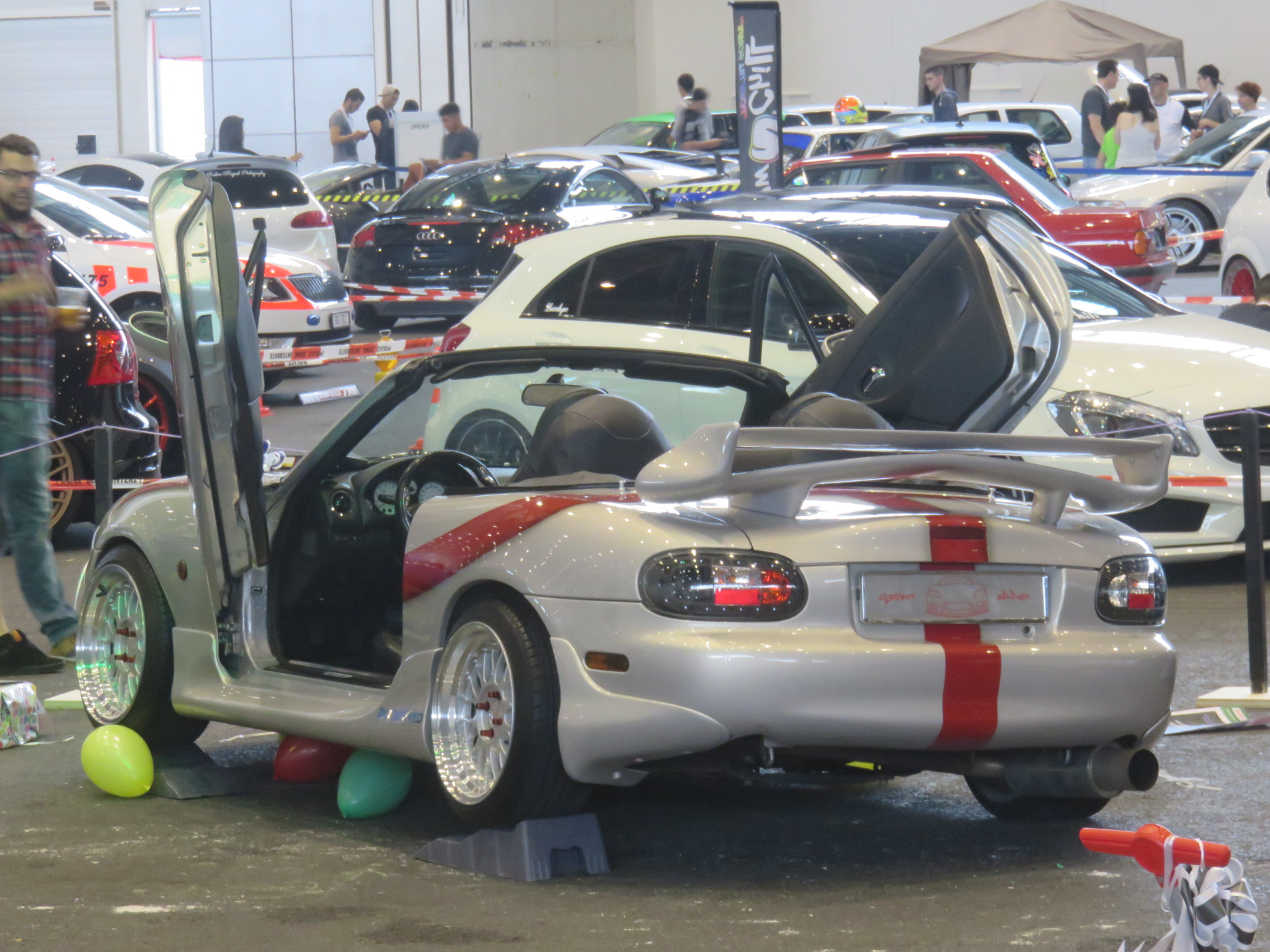
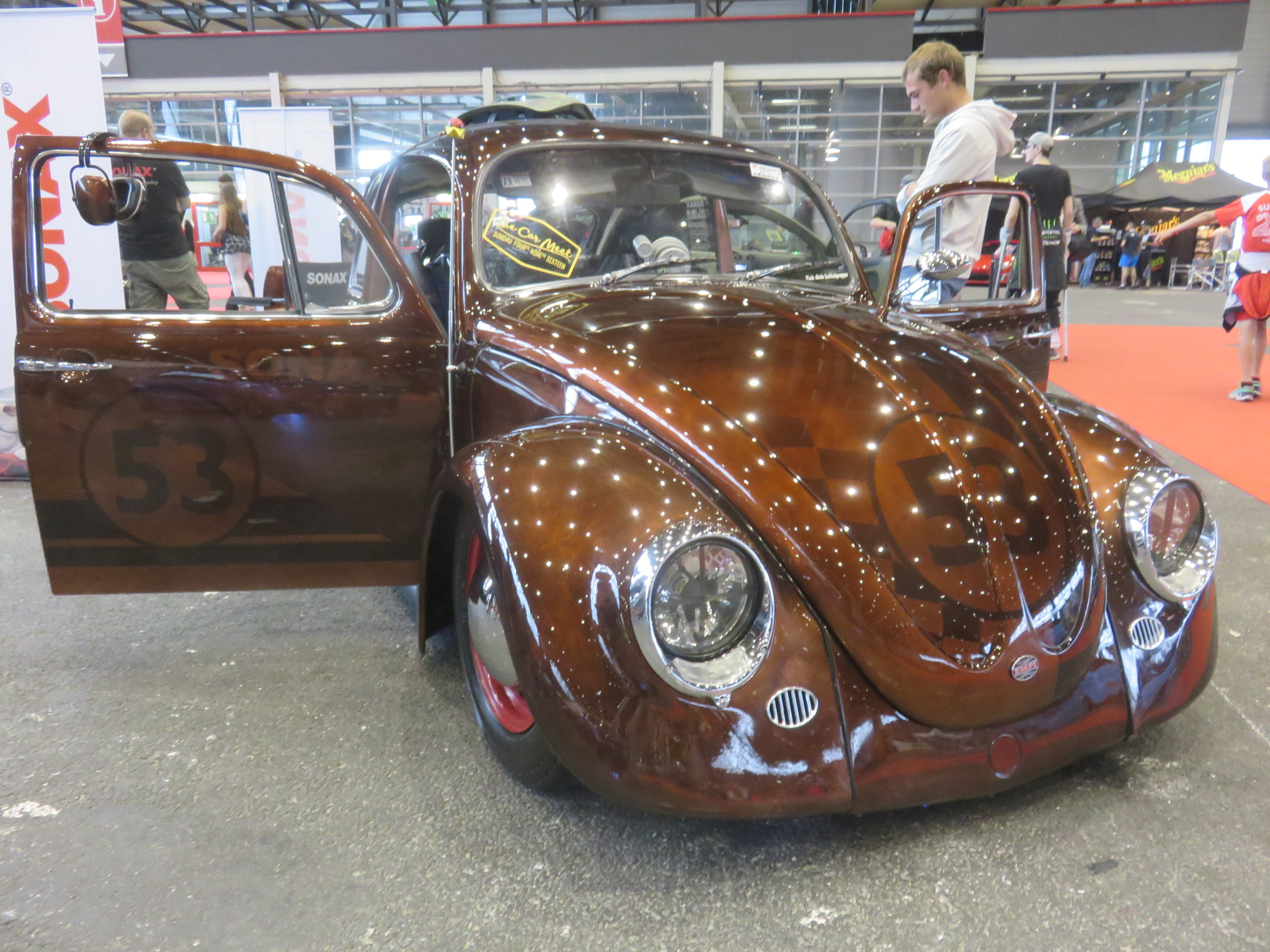

Pour des raisons économiques et environmentales, le salon de 2020 a dû être annulé. 2019 a donc été la dernière édition de celui-ci.    